# Limonium hoeltzeri
Limonium hoeltzeri är en triftväxtart som först beskrevs av Eduard August von Regel, och fick sitt nu gällande namn av Ikonn.-gal. Limonium hoeltzeri ingår i släktet rispar, och familjen triftväxter. Inga underarter finns listade i Catalogue of Life.